# Old Spice
Old Spice je američka robna marka mirisa za muškarce. Proizvedi je tvrtka Procter & Gamble koja je kupila robnu marku od Shulton tvrtke 1990. godine.

## Povijest
Shulton Company, izvorni proizvođač Old Spicea i njihov zaposlenik William Lightfoot Schultz je pokrenuo robnu marku 1934. Prvi Old Spice proizvod je bio miris Rani američki Old Spice za žene, predstavljen 1937. Old Spice za muškarce se pojavio 1938.

## Proizvodi
Old Spice Whitewater, Lagoon, Icerock, Fresh, i Original su mirisi namijenjeni muškarcima. Whitewater, Lagoon i Icerock mirisne varijante razvijene su u suradnji s Hugo Boss stručnjacima.
Kolekcija Old Spice dostupna je u sljedećim varijantama:
Old Spice Active Zone krem-dezodorans protiv znojenja dostupan je u četiri mirisne varijante;
- Whitewater
- Lagoon
- Fresh
- Original
Old Spice dezodorans u sticku - dostupan je u četiri mirisne varijante:
- Whitewater
- Lagoon
- Fresh
- Original
Old Spice dezodorans u spreju - dostupan je u četiri mirisne varijante:
- Whitewater
- Fresh
- Lagoon
- Original
Old Spice losion poslije brijanja - dostupan je u pet mirisnih varijanti:
- Whitewater
- Lagoon
- Icerock
- Original
- Sensitive
Old Spice gel za tuširanje - dostupan je u dvije mirisne varijante:
- Original
- Fresh